# Liten strandlilja
Liten strandlilja  (Pancratium illyricum) är en art i familjen amaryllisväxter från Capraia, Korsika och Sardinien. Den kan odlas som krukväxt i Sverige.

## Synonymer
- Almyra illyrica (L.) Salisb. nom. inval.
- Almyra stellaris (Salisb. ex Parl.) Salisb.
- Halmyra stellaris Salisb. ex Parl.
- Pancratium stellare Salisb.
- Zouchia illyrica (L.) Raf.